# Irineu Evangelista de Sousa

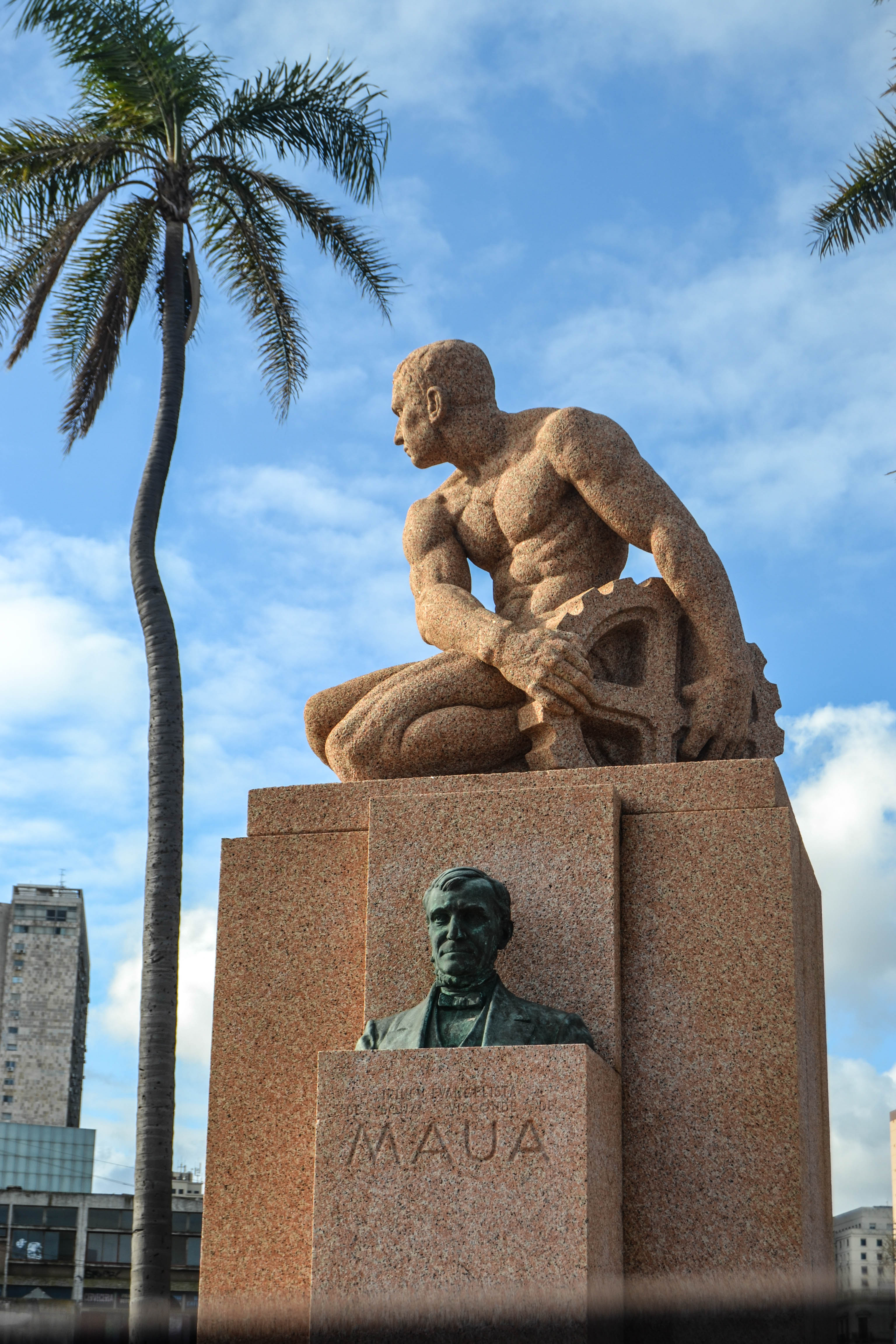
Monumento al Barón de Mauá en la Rambla de Montevideo.

Irineu Evangelista de Sousa, vizconde de Mauá (Yaguarón, Río Grande del Sur, 28 de diciembre de 1813 - Petrópolis, 21 de octubre de 1889), hombre de negocios, político y banquero del Imperio del Brasil, principal sostén financiero de la política del Emperador Pedro II y diputado, emprendió negocios en los sectores de ferrocarriles, navegación, siderometalurgia, introducción del gas y electricidad.

## El primer industrial del Brasil
De origen humilde, perdió a su padre a los cinco años, asesinado por ladrones de ganado.
Inició su actividad empresarial en el comercio, beneficiándose de las bajas tarifas de importación que rigieron en Brasil durante la década de 1830. Durante un viaje que hizo a Inglaterra en 1840, tomó contacto con la producción industrial, especialmente de hierro.
En 1844, impulsado por la nueva política de proteccionismo del Imperio, se dedicó a la industria: su primer negocio fue proveer tubos de hierro fundido para el entubamiento de un arroyo en Río de Janeiro. Instaló una fundición en Niterói, frente a esa ciudad, y fabricó primeramente tubos y posteriormente accesorios para embarcaciones. Más tarde, a partir de principios de la década de 1850, fundó un astillero en Niteroi, del que saldrían casi la mitad de los buques imperiales que participaron en la guerra del Paraguay. También fabricó calderas para máquinas de vapor, maquinaria industrial, postes de iluminación y artillería.
Se dedicó a empresas de gran alcance, con capital propio o asociado con otros empresarios nacionales y extranjeros. Construyó vías férreas, incluyendo la primera del Brasil, en 1854, junto a la Bahía de Guanabara.
Participó en la elaboración del código de comercio del Brasil, que inspiraría varios otros en Latinoamérica. Con la intención de prevenir las sanciones que Gran Bretaña imponía a los países que traficaban o compraban esclavos, financió varias acciones contra ese tráfico.
También organizó una Compañía de Navegación de la Amazonia. Construyó una gran red de abastecimiento de agua en Río de Janeiro. Fundó colonias de inmigrantes en el norte y el sur del país, aunque tuvieron mucho más éxito las de los estados del sur, donde instaló inmigrantes de Alemania.
Tuvo un destacado papel en el desarrollo de la telegrafía en su país. El 16 de agosto de 1872 el emperador Pedro II de Brasil le encomendó la firma de un contrato de concesión para el tendido y comercialización de una línea telegráfica submarina que uniera Portugal y el Cabo San Roque. Mauá viajó a Londres donde en poco tiempo formó The Brazilian Submarine Cable Company como subsidiaria de la Eastern Company. En el directorio de la nueva empresa participaban el vizconde Monck (presidente de la compañía de telégrafos que unía Francia con Estados Unidos), James Anderson (presidente de la Western Telegraph), el duque de Loule (Portugal), Mattew Chaytor (Inglaterra), John Wanklyn (Banco Comercial del Río de la Plata), Thomas Fuller y el mismo Mauá.
El 18 de junio de 1873 la nueva empresa se hizo cargo del contrato y la Telegraph Construction & Maintenance Company, la misma que había tendido el primer cable en el Atlántico Norte, se hizo cargo de la obra. El Seine efectuó el tendido desde Carcavellos, Lisboa, a Madeira, de allí a isla de São Vicente y otras islas de Cabo Verde, y luego a Pernambuco, Brasil, adonde llegaría en junio de 1874. En ese tiempo la Western & Brazilianb Telegraph Company, también subsidiaria de la Eastern company tendía líneas que unían San Pedro (Río Grande del Sur) y Pará. La inauguración del enlace atlántico tuvo lugar en la fecha prevista, el 22 de junio de 1874. La obra valdría a Mauá el título de vizconde.
Hasta entonces, todos los negocios en el Brasil dependían de la agricultura de exportación: del café, del azúcar y del caucho. Su acción emprendedora en la industria y las finanzas se convirtió en un punto de referencia para un cambio de mentalidad económica en el país, desde finales del siglo XIX.

## Banco Mauá
Paralelamente a sus actividades industriales, fundó el Banco Mauá, el más importante de Sudamérica por esa época. Tuvo un importante papel en la financiación de empresas en Brasil, Uruguay y la Argentina antes de la guerra del Paraguay.
Tras el levantamiento del bloqueo anglo-francés del Río de la Plata, fue el Banco Mauá quien financió las actividades de Montevideo y le dio tiempo al general Urquiza de llegar en su ayuda. Financió la alianza con este y el Ejército Grande, en su campaña contra Juan Manuel de Rosas.
Afiliado al Partido Liberal, fue diputado en varios períodos. El emperador Pedro II lo nombró barón de Mauá, un puerto cercano a Río de Janeiro, y luego vizconde de Mauá.
En Uruguay, donde comenzó a invertir a partir de 1850, creó el Banco de Emisión y de Descuentos de Montevideo, en 1857.

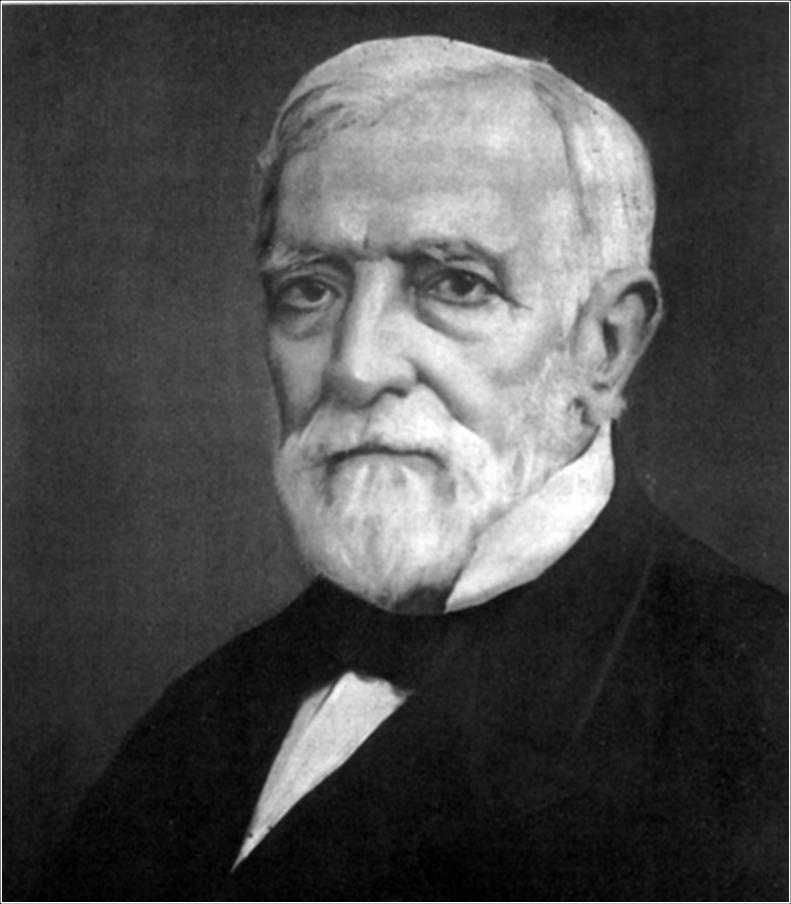
El Vizconde de Mauá en la ancianidad.

En 1858 instaló la primera sucursal de un banco extranjero en la Argentina, la de la Casa Mauá en Rosario. No obstante, financió al gobierno del Estado de Buenos Aires durante los enfrentamientos con la Confederación Argentina, entre 1859 y 1861. Desde 1864 en adelante, este Banco cobró los impuestos que se pagaban en la provincia de Santa Fe, como pago por una gran suma de dinero que se le había adelantado al gobierno provincial. También prestó importantes sumas al gobierno nacional.
Con la crisis financiera de 1864, su banco entró en colapso y se declaró en quiebra. Apoyado por el gobierno imperial, muy poco más tarde fundó un nuevo banco, Mauá y Cía., que financió al gobierno de la provincia de Entre Ríos, y personalmente al general Urquiza. Adelantó al gobierno imperial el dinero necesario para comprarle a Urquiza casi todos los caballos de Entre Ríos, que este compró compulsivamente. Por este medio, los opositores de la guerra quedaron a pie, y la mejor caballería de la Argentina, la entrerriana, hizo la campaña del Paraguay como tropas de infantería.
Una nueva crisis financiera, en 1873, causó la quiebra de su segundo banco. Aunque con el tiempo pudo pagar todas sus deudas, nunca recuperó del todo el prestigio que había tenido.
Falleció en Petrópolis, Estado de Río de Janeiro, en 1889. La mayor parte de los datos biográficos que se conocen de él surgen de las demandas de sus acreedores, posteriores a su fallecimiento.

## Honores
- La localidad de Visconde de Mauá en el distrito de Resende (Río de Janeiro).
- La ciudad de Rosario (Argentina) lo recuerda con el Pasaje Barón de Mauá.
- La ciudad de Mercedes (Uruguay) donde el Barón de Maúa supo tener su estancia llamado Castillo Mauá.
- En la ciudad de Montevideo hay un monumento en su honor en la Rambla Sur.[1]

- En Montevideo, aún se conserva su vieja Casona, hoy restaurada por privados para eventos y fiestas sociales, está ubicada en la calle Juan Carlos Gómez 1530

- El Puente Internacional Barón de Mauá une las ciudades de Río Branco (Cerro Largo) y Jaguarão (Rio Grande do Sul).
- La ciudad brasileña de Porto Mauá en el estado de Rio Grande do Sul.
- En la ciudad uruguaya de Paysandú hay una calle nombrada en su honor Vizconde de Mauá.